# Zenitberget
Der Zenitberget (norwegisch; russisch Гора Зенит Gora Senit, deutsch ‚Zenitberg‘) ist ein Hügel in der Schirmacher-Oase des ostantarktischen Königin-Maud-Lands. Er ragt als östlichste Erhebung des Russeskaget auf.
Russische Wissenschaftler benannten ihn. Wissenschaftler des Norwegischen Polarinstituts übertrugen diese Benennung 1981 ins Norwegische.